# Правило «купеческий корабль»
Правило «купеческий корабль» (нидерл. 't Kofschip) — правило голландской грамматики, которое регулирует образование слабых глаголов при помощи определённых суффиксов.

## История
Название `t Kofschip происходит от традиционного голландского корабля. Относительно автора этого правила нет официальной позиции, однако доподлинно известно, что уже в 1885 году оно было напечатано в книжках по грамматике голландского языка. В отличие от английской грамматики, где одной из форм образования прошедшего времени является прибавление -ed к глаголу, в голландском языке для этого используют окончания -d и -t.

## Описание
В грамматике голландского языка глаголы делятся на сильные и слабые и разного рода нерегулярные. Вторая основная форма имперфекта образуется с помощью определённых суффиксов. Они прибавляются к основе глагола: -de (для мн. ч.: -den) или -te (для мн. ч.: -ten). Выбор и употребление того или иного суффикса зависит напрямую от того, какой последний звук основы глагола: -de(n) или -te(n). Для облегчения запоминания правил употребления суффиксов было разработано так называемое правило 't Kofschip или иногда SoFT KeTCHuP. Согласно ему, если основа глагола оканчивается на согласные -t ,-k, -f, -s, -ch, -p — прошедшее время образуется при помощи буквы -t-. В остальных случаях прошедшее время образуется при помощи -d- в конце и приставки ge- в начале.

## Примеры
| Единственное число | Единственное число | Множественное число | Множественное число |
| ------------------ | ------------------ | ------------------- | ------------------- |
| Ik                 | werkte             | wij                 | werkten             |
| jij/u              | werkte             | jullie/u            | werkten             |
| hij/zij            | werkte             | zij                 | werkten             |

В формах имперфекта у глаголов zetten, laden, wedden конечная согласная корня удваивается.